# NGC 44

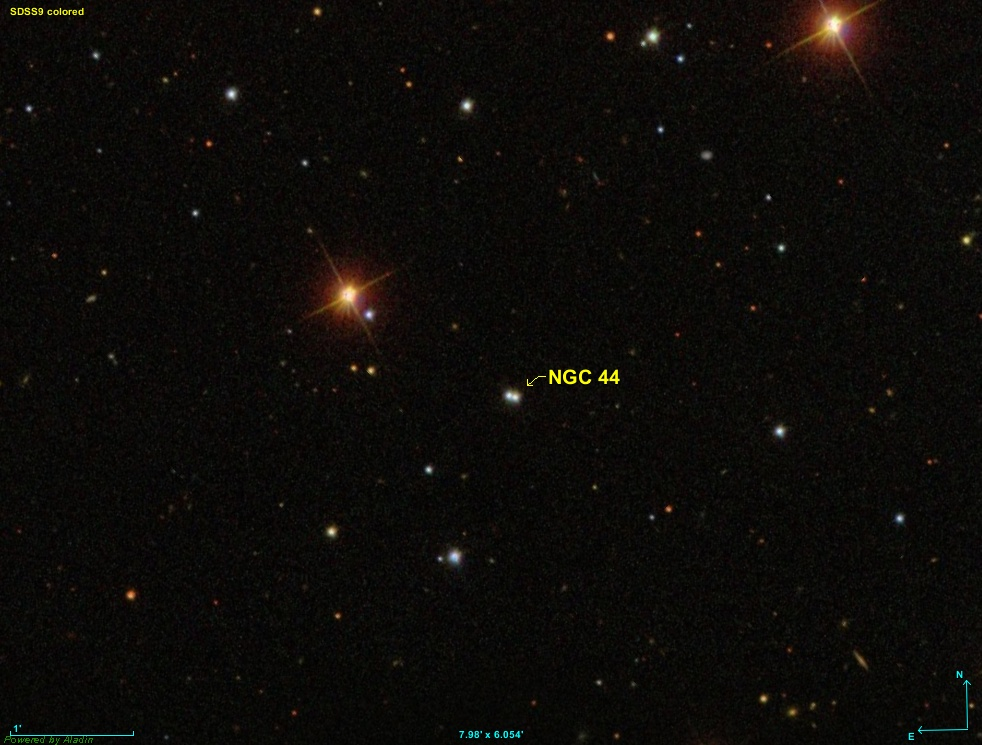
NGC 44

NGC 44是仙女座的一個雙星。赤經為13分13.4秒，赤緯為+31°17'12"。在1827年11月22日首次被約翰·弗里德里希·威廉·赫歇爾發現。